# We Are Not Your Kind
We Are Not Your Kind (englisch für „Wir sind nicht von eurer Art“) ist das sechste Studioalbum der US-amerikanischen Metal-Band Slipknot. Es wurde am 9. August 2019 über das Label Roadrunner Records veröffentlicht.

## Produktion
We Are Not Your Kind wurde von Slipknot in Zusammenarbeit mit dem US-amerikanischen Musikproduzenten Greg Fidelman, der auch schon beim Vorgängeralbum .5: The Gray Chapter als Produzent fungierte, produziert.

## Covergestaltung
Das Albumcover ist düster gehalten und zeigt eine menschliche Gestalt, die ein Tuch über den Kopf gezogen hat. Im oberen Teil des Bildes befinden sich die Schriftzüge We Are Not Your Kind in Weiß und Slipknot in Rot. Der Hintergrund ist komplett schwarz.

## Titelliste
| #  | Titel                   | Länge |
| -- | ----------------------- | ----- |
| 1  | Insert Coin             | 1:38  |
| 2  | Unsainted               | 4:20  |
| 3  | Birth of the Cruel      | 4:35  |
| 4  | Death Because of Death  | 1:20  |
| 5  | Nero Forte              | 5:15  |
| 6  | Critical Darling        | 6:25  |
| 7  | A Liar’s Funeral        | 5:27  |
| 8  | Red Flag                | 4:11  |
| 9  | What’s Next             | 0:53  |
| 10 | Spiders                 | 4:03  |
| 11 | Orphan                  | 6:01  |
| 12 | My Pain                 | 6:48  |
| 13 | Not Long for This World | 6:35  |
| 14 | Solway Firth            | 5:55  |

## Singleauskopplungen
Am 17. Mai 2019 wurde das Lied Unsainted als erste Single des Albums veröffentlicht und erreichte Platz 68 der britischen Charts. Die zweite Auskopplung Solway Firth erschien am 22. Juli, gefolgt von der dritten Single Birth of the Cruel am 5. August 2019. Zu den drei Songs wurden auch Musikvideos gedreht. Am 16. Dezember 2019 erschien ein weiteres Video zu Nero Forte.

## Rezeption
We Are Not Your Kind wurde von professionellen Kritikern fast durchgehend positiv bewertet. So erreichte das Album bei metacritic eine Durchschnittsbewertung von 89 %, basierend auf 14 Rezensionen englischsprachiger Medien.
Manuel Berger von laut.de gab We Are Not Your Kind vier von möglichen fünf Punkten. Das Album sei „das bisher facettenreichste Werk der Maskentruppe aus Iowa“ und „noch stimmzentrierter als seine Vorgänger.“ Dabei kehre die Band teilweise zum Sound der frühen Alben zurück, betrete aber mit dem Song Spiders auch „völliges Neuland.“
Matthias Weckmann vom Metal Hammer bewertete We Are Not Your Kind mit der Höchstpunktzahl von sieben möglichen Punkten. Das Album begeistere „mit charmanter Experimentierfreude, ohne auch nur ansatzweise die Band-eigene Kultur zu beschädigen“ und setze „bezüglich Dynamik Maßstäbe.“ Besonders der Song Nero Forte wird positiv hervorgehoben. Insgesamt mache We Are Not Your Kind „nicht nur von der ersten bis zur letzten Sekunde unfassbar viel Spaß, sondern zeigt auch eine Band, die zwanzig Jahre nach der Veröffentlichung des legendären Debüts noch kreative Funken versprüht. Wahrlich einzigartig.“

## Kommerzieller Erfolg

### Chartplatzierungen
We Are Not Your Kind stieg am 16. August 2019 auf Platz 2 in die deutschen Albumcharts ein und konnte sich elf Wochen in den Top 100 halten. Die Chartspitze erreichte das Album unter anderem in den Vereinigten Staaten, im Vereinigten Königreich, in Australien, Spanien, Irland, Belgien und Finnland.
| ChartsChartplatzierungen       | Höchstplatzierung | Wochen |
| ------------------------------ | ----------------- | ------ |
| Deutschland (GfK)              | 2 (11 Wo.)        | 11     |
| Österreich (Ö3)                | 3 (10 Wo.)        | 10     |
| Schweiz (IFPI)                 | 2 (8 Wo.)         | 8      |
| Vereinigtes Königreich (OCC)   | 1 (7 Wo.)         | 7      |
| Vereinigte Staaten (Billboard) | 1 (8 Wo.)         | 8      |

| ChartsJahrescharts (2019) | Platzierung |
| ------------------------- | ----------- |
| Deutschland (GfK)         | 43          |
| Österreich (Ö3)           | 55          |
| Schweiz (IFPI)            | 66          |

### Auszeichnungen für Musikverkäufe
| Land/Region                  | Auszeichnungen für Musikverkäufe (Land/Region, Auszeichnung, Verkäufe) | Verkäufe |
| ---------------------------- | ---------------------------------------------------------------------- | -------- |
| Kanada (MC)                  | Gold                                                                   | 40.000   |
| Neuseeland (RMNZ)            | Gold                                                                   | 7.500    |
| Österreich (IFPI)            | Gold                                                                   | 7.500    |
| Vereinigte Staaten (RIAA)    | —                                                                      | 118.000  |
| Vereinigtes Königreich (BPI) | Gold                                                                   | 100.000  |
| Insgesamt                    | 4× Gold ·                                                              | 273.000  |

Hauptartikel: Slipknot/Auszeichnungen für Musikverkäufe